# ليلى بنت عاصم
أم عاصم ليلى بنت عاصم بن عمر بن الخطاب العدوية القرشية (40 هـ - 85 هـ / 660م - 705م) من نساء العرب المشهورات وهي حفيدة الخليفة الراشدي عمر بن الخطاب، تزوجها الأمير الأموي عبد العزيز بن مروان وولدت له: الخليفة الأموي الثامن عمر بن عبد العزيز، وعاصماً وبه كانت تُكَنى، وأبا بكر، ومُحَمد.

## نسبها
- هي: ليلى بنت عاصم بن عمر بن الخطاب بن نفيل بن عبد العزى بن رياح بن عبد الله بن قرط بن رزاح بن عدي بن كعب بن لؤي بن غالب بن فهر بن مالك بن النضر بن كنانة بن خزيمة بن مدركة بن إلياس بن مضر العدوية القرشية الكنانية تكنى أم عاصم بولدها عاصم بن عبد العزيز بن مروان الأموي.
- أمها هي: أم عمارة بنت سفيان بن عبد الله بن ربيعة بن الحارث بن حبيب بن الحارث بن مالك بن حطيط بن جشم بن ثقيف الثقفية.

## زوجها
تزوجها عبد العزيز بن مروان بن الحكم بن أبي العاص بن أمية بن عبد شمس بن عبد مناف بن قصي بن كلاب بن مرة بن كعب بن لؤي بن غالب بن فهر بن مالك بن النضر بن كنانة بن خزيمة بن مدركة بن إلياس بن مضر بن نزار بن معد بن عدنان. ويجتمع نسبها مع نسب زوجها في كعب بن لؤي.
ولي عهد الخليفة عبد الملك بن مروان بن الحكم ولكنة توفي في مصر قبل أن يتولاها, فأخذ ولاية العهد الوليد بن عبد الملك من بعده. أنجبت له الخليفة العادل عمر بن عبد العزيز.

## أولادها
كان لها أربعة أولاد ذكور وهُمَ:
- عمر بن عبد العزيز ثامن خلفاء الدولة الأموية.
- عاصم بن عبد العزيز وبه كانت تُكَنى أم عاصم.
- أبو بكر بن عبد العزيز.
- مُحَمد بن عبد العزيز.